# سیارک ۶۹۴۸
سیارک ۶۹۴۸ (به انگلیسی: 6948 Gounelle، نامگذاری:1981ET22) شش هزار و نهصد و چهل و هشتمین سیارک کشف شده‌است که در ۲ مارس ۱۹۸۱ کشف شد.
قدر مطلق سیارک برابر ۱۴٫۳ است.